# Gentianella carpatica
Gentianella carpatica là một loài thực vật có hoa trong họ Long đởm. Loài này được Boern. mô tả khoa học đầu tiên.